# Aporemodon tomlini
Aporemodon tomlini is een slakkensoort uit de familie van de Siphonariidae. De wetenschappelijke naam van de soort is voor het eerst geldig gepubliceerd in 1913 door Robson.